# Бистриця (Росія)
Би́стриця (рос. Быстрица) — село у складі Орічівського району Кіровської області, Росія. Адміністративний центр Бистрицького сільського поселення.
Населення становить 597 осіб (2010, 597 у 2002).
Національний склад станом на 2002 рік — росіяни 96 %.